# Heer und Haus

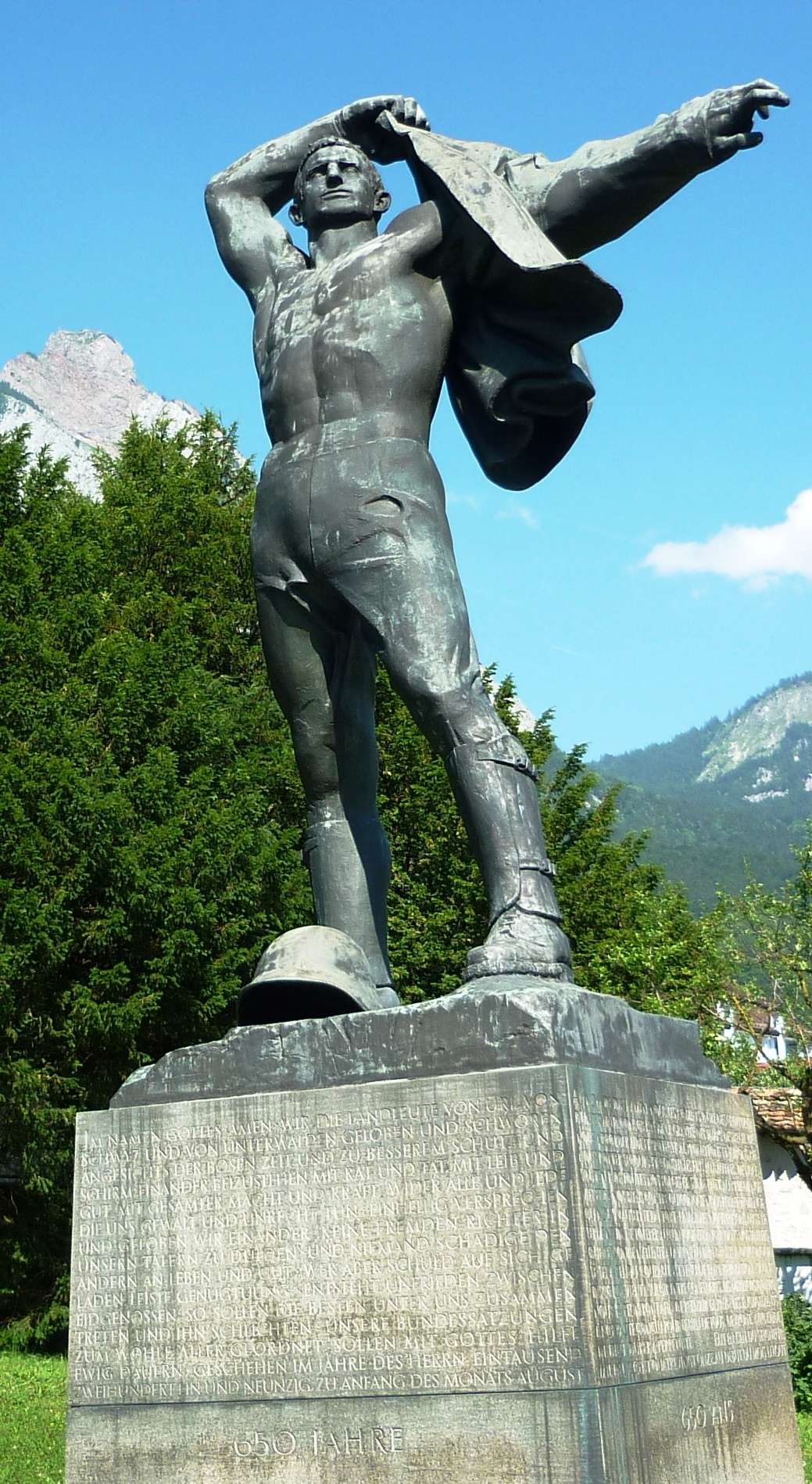
Bronzeskulptur Wehrbereitschaft von Hans Brandenberger, Symbol des Landigeistes von 1939, heute im Park des Bundesbriefmuseums in Schwyz

Heer und Haus war eine Sektion der Schweizer Armee und wichtigstes Werkzeug der Geistigen Landesverteidigung zur Stärkung des Wehr- und Widerstandswillens bei den Armeeangehörigen und der Schweizer Zivilbevölkerung im Zweiten Weltkrieg.

## Vorgeschichte
Im Juni 1935 reichte der sozialdemokratische Basler Nationalrat Fritz Hauser der Bundesversammlung ein Postulat ein, worin er den Bundesrat aufforderte, zu prüfen, wie die geistige Unabhängigkeit der Kultur in der Schweiz angesichts des bedrohlichen faschistischen Systems in Deutschland zu bewahren sei. Der Bundesrat reagierte mit der Schaffung der privatrechtlich organisierten und vom Bund subventionierten Kulturstiftung Pro Helvetia. Sie wurde zunächst als Arbeitsgemeinschaft etabliert, um die geistige Unabhängigkeit der Kultur in der Schweiz angesichts der Bedrohung durch das nationalsozialistische Deutschland und dessen faschistische Propaganda zu bewahren. Während der Bundesrat die bewaffnete Landesverteidigung als Sache des Staates ansah, wollte er die geistige Landesverteidigung primär dem Bürger überlassen.

## Entstehung und Zielsetzung
Um den Geist der Truppe zu stärken, befahl General Henri Guisan aus der «Gruppe Armee» der Pro Helvetia die der Generaladjutantur unterstellte Sektion Heer und Haus, eine Art psychologischen Dienst, zu bilden. Diese hatte die Aufgabe, den Wehrwillen der Truppe durch Vorträge und Unterhaltung auch während längeren Militärdiensten aufrechtzuerhalten. Im Armeebefehl vom 3. November 1939 schrieb er: «Es ist unbedingt erforderlich, dass die Truppe, trotz langer Dienstdauer und ungeachtet von Trennung von Familie und Beruf, eine gehobene Geistesverfassung behält. Frei von quälenden Zweifeln und Entmutigungen soll der Soldat Gleichmut und Zuversicht behalten.»
Weil auf die Grundsatzerklärung des Bundesrates von 1938 von ziviler Seite nichts unternommen wurde, erteilte Guisan in seinem Tagesbefehl vom 1. August 1941 mit der Formel «Schweizerisch denken und schweizerisch handeln» der Generaladjutantur den Befehl, Heer und Haus um den «Aufklärungsdienst Zivil» zu erweitern und eine Kampagne zur Aufklärung der Zivilbevölkerung zu lancieren. Dazu wurden aus dem Umfeld des Nachrichtenbüros Hans Hausamanns und den Widerstandsorganisationen (Offiziersbund, Aktion Nationaler Widerstand) Kader rekrutiert.

## Tätigkeit während des Zweiten Weltkriegs

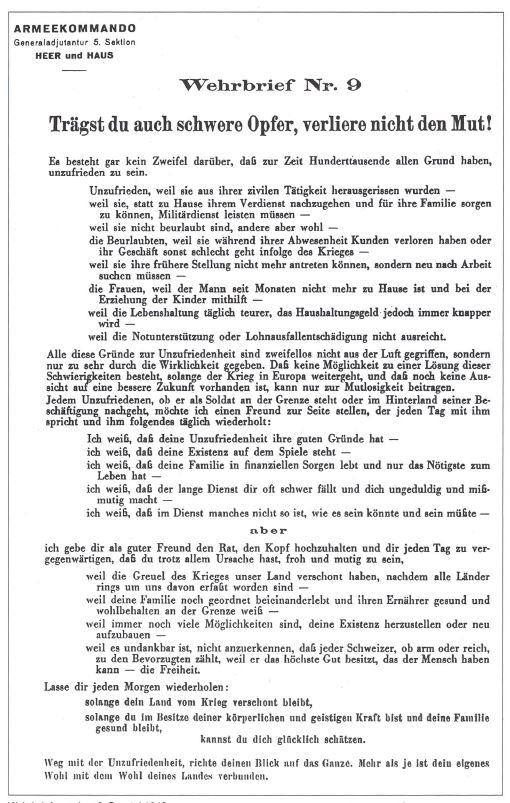
Wehrbrief Nr. 9

Heer und Haus versuchte den Widerstandswillen in der Bevölkerung zu stärken und die Rolle der kriegszensurierten Presse zu ergänzen. Es ging dabei erstens um die «Vermittlung von Tatsachen», aus denen sich der Bürger selbst eine eigene Meinung bilden sollte, und zweitens um die «Vermittlung von Grundlagen für die Diskussion» als Mittel der Meinungsbildung in der Demokratie, im Gegensatz zu Propaganda, Agitation und Terror, welche die Methoden sind, mit denen totalitäre Staaten ihre Untertanen gefügig machen.
Es organisierte rund 3000 zweitägige Aufklärungskurse sowie Vorträge, Aufführungen, Sportanlässe und Film- und Radiovorführungen. Die rund 200 freiwilligen Referenten stammten aus allen politischen Lagern, Landesgegenden und Berufsgattungen. Für die Vortragstätigkeit durch die Kommandanten gab Heer und Haus Wehrbriefe heraus, die nicht nur zum Widerstand gegen die totalitäre Bedrohung aufriefen, sondern auch für den alten Brauch der Asylgewährung (Dezember 1942) oder gegen den Antisemitismus (Mai 1943) Stellung bezogen. Über 7000 in den Vorträgen geworbene Vertrauensleute verteilten die von Heer und Haus herausgegebene Dokumentation in ihrem Wirkungskreis und gaben regelmässig Rückmeldung über die jeweilige Stimmungslage in der Bevölkerung.
Im Armeebefehl vom November 1939 gab Guisan auch didaktische Anweisungen für die Heer und Haus-Referenten und die Einheitskommandanten: «Ich erachte es als unumgänglich, dass zwischen ernsthaften Vorträgen, die eine dauernde Aufmerksamkeit erfordern, und den rein unterhaltenden Veranstaltungen eine saubere Trennung erfolgt. Die ersteren gehören in die Arbeitszeit hinein, die andern in die Freizeit. Beide haben Wichtigkeit, bald handelt es sich darum, zu belehren, bald zu vergnügen. Belehren heisst nicht, irgendwelche Theorien aufdrängen, wohl aber die Gedanken anregen und die Überlegungen herausfordern. Es handelt sich darum, der Mannschaft vor allem anhand konkreter Beispiele die greifbare und geistige Wirklichkeit Schweiz, ihre ehrenvolle Vergangenheit, die militärischen Traditionen zu schildern, unsere Helden, Künstler, Wissenschafter zu ehren, den hohen Kulturstand, den sie erreicht hat, aufzuzeigen und auf ihre Bestimmung in dieser Welt hinzuweisen. Auf diese Weise wird sich die Truppe des Wertes der Güter bewusst, die sich mit den Waffen zu verteidigen berufen sein kann, und dergestalt erhält unser Aktivdienst seine volle und wahre geistige Bedeutung.»
Für den Historiker Peter Dürrenmatt und andere zeitgenössische Beobachter hat Heer und Haus von 1941 bis 1945 entscheidend zur Erhaltung und Stärkung der geistigen Widerstandskraft beigetragen: «So darf man sagen, dass es nie zuvor in der Geschichte der Eidgenossenschaft eine Bewegung von nur annähernd gleicher schöpferischer Eintracht gegeben hat, wie jene, die sich um den Aufklärungsdienst der Armee, um die Idee von ‹Heer und Haus› herum gebildet hatte.»
Die beiden Offiziere der Schweizer Armee Oscar Frey und Robert Frick, die durch ihre öffentlichen Vorträge bei Heer und Haus im Sinne der Geistigen Landesverteidigung das Missfallen des deutschen Regimes erregt hatten, mussten sich in der Folge rechtfertigen und kassierten Verwarnungen und im Fall von Oscar Frey ein Redeverbot. Der Inhalt ihrer Vorträge dürfte vehement gegen die von der Zensur verlangte Leisetreterei verstossen haben.

## Tätigkeit nach dem Zweiten Weltkrieg
Nach der Demobilmachung 1945 wurde die Sektion Heer und Haus aufgelöst, weil man glaubte, dass ihre Aufgabe nur kriegsbedingt gewesen sei. Die Auseinandersetzung mit der neuen Bedrohung aus dem kommunistischen Osten bewog ehemalige Mitarbeiter von Heer und Haus in den Jahren 1947/48, private Aufklärungsdienste für die Zivilbevölkerung zu gründen. So entstanden der Schweizerische Aufklärungsdienst (SAD), Rencontres Suisses (RS) und Coscienza Svizzera. Der Ende 1947 mit Hilfe der Neuen Helvetischen Gesellschaft entstandene SAD widmete sich im Sinne der Geistigen Landesverteidigung dem Kampf gegen den kommunistischen Totalitarismus. Nach dem Ungarnaufstand von 1956 wurde der Sektor Armee von Heer und Haus durch einen Parlamentsbeschluss reaktiviert, während man den zivilen Sektor den bereits vorhandenen zivilen Organisationen SAD und RS überliess. Heer und Haus arbeitete intensiv mit den zivilen Aufklärungsdiensten zusammen.
Mit der Armeereform 1961 wurde Heer und Haus in die Truppe integriert und in die Truppenordnung aufgenommen. Die Auseinandersetzungen in den Jahren 1962 und 1963 zwischen Befürwortern und Gegnern der Geistigen Landesverteidigung in Armee und EMD (heute VBS) führten zu einer Direktunterstellung der Dienststelle unter die Militärverwaltung und zu einer Verlagerung der Ziele von der Geistigen Landesverteidigung zur Information der Truppe. In den 1970er Jahren kam die Dienststelle unter den Beschuss der Linken, die in ihr ein Mittel der gesellschaftlichen Disziplinierung und der Verbreitung von Ideologien in der Armee sahen. 1978 löste der Bundesrat Heer und Haus durch den Truppeninformationsdienst zur Unterstützung der Kommandanten ab. Damit ging das für eine Milizarmee wegen seiner demokratischen und meinungspluralistischen Zusammensetzung der Referenten wichtige Informationsinstrument verloren. Der Truppeninformationsdienst, der 1978 die Dienststelle Heer und Haus ablöste, rekrutierte Journalisten und Medienspezialisten als Informationsbeauftragte der Armee.

## Organe

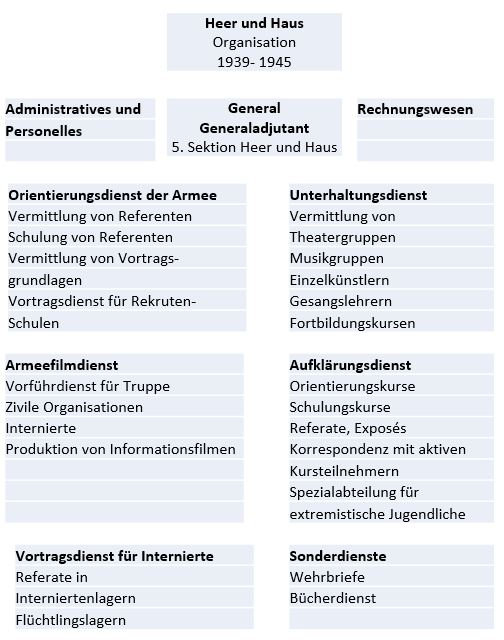
Organisation

Heer und Haus bestand aus dem Chef, der Dienststelle als Teil der Abteilung Adjutantur, den Dienstchefs Heer und Haus in den Stäben der grossen Truppenverbände, den Verbindungsoffizieren und dem Armeestabsteil Heer und Haus.

## Referenten
Die Referenten wurden aus Freiwilligen aller militärischen Grade, aus allen Landesgegenden, politischen Parteien, Gewerkschaften und Berufsgattungen rekrutiert: mehrheitlich Lehrer aller Stufen, Mechaniker, Ingenieure, Kaufleute, Pfarrer, Beamte, Instruktionsoffiziere, Sozialarbeiter, Hausfrauen, Lehrerinnen, Kindergärtnerinnen usw. Sie wurden in dreitägigen Referentenausbildungskursen methodisch-didaktisch geschult und mit den verfügbaren Hilfsmitteln vertraut gemacht.

## Arbeitsmethoden
Jeder der rund dreihundert Referenten vertrat stets seine eigene Meinung zu einem Thema, das von der Kommission für militärische Landesverteidigung alle zwei Jahre neu festgelegt wurde. Dazu wurden keine Dokumentationen abgegeben. Die von den Truppenkommandanten angeforderten Fachexperten vertraten ihre eigenen Kenntnisse. Einmischungen in parteipolitische oder konfessionelle Anschauungen mussten ebenso vermieden werden wie Äusserungen zu Problemen, die Gegenstand einer Volksabstimmung waren. Ab 1971 erhielten Rekruten durch die abverdienenden Einheitskommandanten eine staatsbürgerliche Information.

## Bekannte Mitarbeiter
- Roland Eduard Manuel Ziegler, als Major Leiter der Sektion Heer und Haus während des Zweiten Weltkriegs. Mitglied der Internationalen Kontrollkommission in Korea ab 1951.
- Oscar Frey, Oberst und Regimentskommandant, reorganisierte im Auftrag von General Guisan Heer und Haus für die Aufklärung der Bevölkerung und war deren Chef 1941/1942.
- August R. Lindt, Mitglied des «Offiziersbundes» und der daraus entstandenen «Aktion Nationaler Widerstand». Von 1941 bis 1945 Chef des zivilen Aufklärungsdienstes in der Sektion Heer und Haus des Armeekommandos, Hoher Flüchtlingskommissar der Vereinten Nationen von 1951 bis 1956.
- Robert Vögeli, Sektionschef Heer und Haus, ab 1956 mit dem Wiederaufbau der nach Kriegsende demobilisierten Sektion Heer und Haus des Armeekommandos betraut, deren Chef er bis 1962 war.
- Walther Hofer, Chef Aufklärungsdienst zivil von Heer und Haus und Präsident der «Arbeitsgemeinschaft für Geistige Landesverteidigung».
- Ernst Brugger, Major-Dienstchef bei Heer und Haus, später Bundesrat.
- Hans A. Huber, Chef Heer und Haus 1969–1974, Oberst im Generalstab.
- Paul Senn, Aktivdienst als Armeefotograf in der Sektion Heer und Haus.
- Robert Frick, als Referent der Sektion Heer und Haus bekämpfte er den nach dem Zusammenbruch Frankreichs im Sommer 1940 aufgekommenen Defätismus, von 1958 bis 1965 Ausbildungschef der Armee im Grade eines Oberstkorpskommandanten.
- Fritz Wartenweiler, leistete Aktivdienst als Referent für die Sektion Heer und Haus.
- Karl Schmid, als Generalstabsoffizier 1942–1945 Vortragsredner von Heer und Haus und von 1967 bis 1970 Leiter der vom Bundesrat eingesetzten «Studienkommission für strategische Fragen».
- Paul Schaefer, Seminardirektor, während des Aktivdienstes Vortragstätigkeit in der Sektion Heer und Haus.
- Gian Battista Mantegazzi komponierte 1941 den Heer und Haus-Marsch.
- Hans Roelli komponierte Soldatenlieder und sang im Auftrag der Sektion Heer und Haus während des Aktivdienstes an rund 300 Singabenden für die Soldaten im Feld. Mit seinem Gesang trug er zur Hebung der Moral in der Truppe bei.
- Schweizer Frauenbewegung: Frauen leisteten Aktivdienst im Frauenhilfsdienst (FHD), zivilen Frauendienst, im Landdienst und in der Organisation Heer und Haus.
- Silvia Plüss-Pozzi, Flüchtlingsbetreuerin, 1939–1943 Mitarbeit beim Schweizerischen Roten Kreuz und 1943–1945 bei August R. Lindt im Aufklärungsdienst von Heer und Haus.